# Aneogmena rutherfordi
Aneogmena rutherfordi là một loài ruồi trong họ Tachinidae.